# Acai palma
Açaí palma (portugalsko: [asaˈi] , iz Nheengatu asai), Euterpe oleracea, je vrsta palme (Arecaceae), ki se goji zaradi plodov (jagode açaí ali preprosto açaí), srčkov palme (zelenjave), listov in lesa debla. Svetovno povpraševanje po sadju se je v 21. stoletju hitro povečalo in drevo gojijo predvsem v ta namen.
Vrsta je domorodna v vzhodni Amazoniji, zlasti v Braziliji, predvsem v močvirjih in poplavnih ravnicah. Açaí palme so visoka, vitka drevesa, ki zrastejo do več kot 25 m visoko, s pernatimi listi, dolgimi do 3 m. Plod je majhen, okrogel in črno vijolične barve. Sadje je postalo osnovna hrana na poplavnih območjih okoli 18. stoletja, vendar se je njegova poraba v urbanih območjih in promocija kot zdrave hrane začela šele sredi 1990-ih, skupaj s popularizacijo drugega amazonskega sadja zunaj regije.

## Ime
Splošno ime izvira iz portugalske prilagoditve tupijske besede ĩwasa'i, kar pomeni '[sadje, ki] joka ali izloča vodo'. Zaradi pomembnosti sadja kot osnovne hrane v delti reke Amazonke je nastala lokalna legenda o tem, kako je rastlina dobila ime. Ljudsko izročilo pravi, da je poglavar Itaqui ukazal usmrtiti vse novorojenčke zaradi obdobja lakote. Ko je njegova lastna hči rodila in je bil otrok žrtvovan, je zajokala in umrla pod pravkar vzklilim drevesom. Drevo je hranilo pleme in se je imenovalo açaí, ker je bilo to hčerino ime (Iaçá), črkovano nazaj.
Njen specifični vzdevk oleracea v latinščini pomeni 'zelenjava' in je oblika holeraceus (oleraceus).

## Sadje
Sadje, splošno znano kot açaí ali açaí jagoda, je majhna, okrogla, črno-vijolična koščica z obsegom približno 25 mm, po videzu podobna grozdju, vendar manjša in z manj pulpe ter proizvedena v razvejanih metlicah s 500 do 900 plodovi. Eksokarp zrelih sadežev je temno vijoličen ali zelen, odvisno od vrste açaíja in njegove zrelosti. Mezokarp je kašast in tanek, z enakomerno debelino 1 mm ali manj. Obdaja voluminozen in trd endokarp, ki vsebuje eno samo veliko seme s premerom približno 7–10 mm. Seme predstavlja približno 60–80 % ploda. Palma obrodi vse leto, vendar jagod ni mogoče nabirati v deževnem obdobju.

## Gojenje
Obstajata dve žetvi: ena je običajno med januarjem in junijem, druga pa med avgustom in decembrom, pri čemer pridelajo večje količine. Leta 2022 je zvezna država Pará, ki predstavlja 90 % celotnega brazilskega gospodarstva açaí, proizvedla 8158 ton jagod açaí, kar je ustvarilo 26 milijonov ameriških dolarjev prihodkov. Proizvodnja v letu 2022 je bila 209-krat večja od količine, proizvedene v letu 2012.

### Zaskrbljenost zaradi otroškega dela
Otroci, stari že 13 let, so zaposleni kot delavci za obiranje sadja, z mačetami čistijo poti v deževnem gozdu in plezajo na drevesa, visoka do 21 m, brez pasov, da nabirajo jagode v krošnjah, proces, ki pri nekaterem otroci padejo in se hudo poškodujejo.

### Kultivarji
Obstaja nekaj imenovanih kultivarjev, sorte pa se razlikujejo predvsem po naravi plodov:
- Branco ("bel") je redka sorta, ki izvira iz amazonskega estuarija, pri kateri jagode ne spremenijo barve, ampak ostanejo zelene, ko dozorijo. Verjame se, da je to posledica recesivnega gena, saj le približno 30 % semen palme 'Branco' dozori, da izrazijo to lastnost.[12]
- BRS-Pará je leta 2004 razvila brazilska agencija za kmetijske raziskave. Izkoristek celuloze se giblje od 15 % do 25 %.[13]
- BRS Pai d'Égua je najnovejša sorta, ki jo je razvila brazilska agencija za kmetijske raziskave.[14]

## Hranilna vsebnost
Poročali so, da pripravek v prahu iz liofilizirane pulpe in lupine sadja açaí vsebuje (na 100 g suhega prahu) 534 kalorij, 52 g ogljikovih hidratov, 8 g beljakovin in 33 g skupne maščobe. Del ogljikovih hidratov je vključeval 44 g prehranskih vlaknin z nizko vsebnostjo sladkorja, delež maščob pa je bil sestavljen iz oleinske kisline (56 % skupnih maščob), palmitinske kisline (24 %) in linolne kisline (13 %). Pokazalo se je tudi, da prašek vsebuje (na 100 g) zanemarljivo malo vitamina C, 260 mg kalcija, 4 mg železa in 1002 ie vitamina A.

## Antocianini
Antocianini definirajo modro pigmentacijo açaíja in antioksidativno sposobnost naravnih obrambnih mehanizmov rastline in v laboratorijskih poskusih in vitro. Antocianini v açaí so predstavljali le približno 10 % celotne antioksidativne zmogljivosti in vitro. Inštitut Linusa Paulinga in Evropska agencija za varnost hrane navajata, da je »relativni prispevek prehranskih flavonoidov k (...) antioksidativni funkciji in vivo verjetno zelo majhen ali zanemarljiv«. Za razliko od nadzorovanih pogojev v epruveti se je pokazalo, da so antocianini slabo ohranjeni (manj kot 5 %) in vivo in večina tega, kar se absorbira, obstaja kot kemično spremenjeni presnovki, namenjeni hitremu izločanju.
Pokazalo se je, da pripravek v prahu liofilizirane pulpe in lupine sadja açaí vsebuje cianidin 3-O-glukozid in cianidin 3-O-rutinozid kot glavna antociana (3,19 mg/g). Poročali so tudi, da pripravek v prahu vsebuje dvanajst flavonoidom podobnih spojin, vključno s homoorientinom, orientinom, taksifolin deoksiheksozo, izoviteksin, skoparin, kot tudi proantocianidine (12,89 mg/g) in nizke ravni resveratrola (1,1 μg/g).

## Trženje
V 1980-ih je brazilska družina Gracie tržila açaí kot energijsko pijačo ali kot zdrobljeno sadje, postreženo z granolo in bananami; to povpraševanje je pripeljalo do gradnje domačih obrti in predelovalnih obratov za celulozo in zamrzovanje açaí za izvoz.

### Prevare
V zgodnjih 2000-ih so številna podjetja oglaševala izdelke açaí na spletu, s številnimi oglasi, ki so predstavljali ponarejena pričevanja in izdelke. Leta 2009 so bile prevare z açaíjem uvrščene na prvo mesto na seznamu »prevar in goljufij« Zvezne komisije za trgovino ZDA, tako da je do leta 2011 prodaja açaíja upadla, ko je modna muha pojenjala.
Po podatkih Centra za znanost v javnem interesu s sedežem v Washingtonu, D.C., je na tisoče potrošnikov imelo težave z zaustavitvijo ponavljajočih se bremenitev na svojih kreditnih karticah, ko so preklicali brezplačne preizkuse nekaterih izdelkov, ki temeljijo na açaiju. Leta 2003 je slavni ameriški zdravnik Nicholas Perricone jagode açaí uvrstil med »superživila«, vendar so bile takšne ekstravagantne marketinške trditve o açaíju kot čudežnem zdravilu za vse, od debelosti do motnje pomanjkanja pozornosti, izpodbijane v raznih študijah.
FTC je januarja 2012 izrekel sodbo v višini 80 milijonov dolarjev proti petim podjetjem, ki so tržila prehranska dopolnila iz jagod açaí z goljufivimi trditvami, da njihovi izdelki spodbujajo hujšanje in preprečujejo raka debelega črevesa. Enemu podjetju, Central Coast Nutraceuticals, je bilo naloženo plačilo 1,5 milijona dolarjev poravnave.

## Proizvodnja
Brazilija je velika proizvajalka, zlasti v zvezni državi Pará, ki je sama leta 2019 proizvedla več kot 1,2 milijona ton açaíja, kar je 95 % celotne brazilske količine.

## Uporaba

### Kot živilski izdelek
Svež açaí se v regiji okrog delte reke Amazonke že stoletja uživa kot prehranska jed. Sadje se predela v kašo za dobavo proizvajalcem prehrambenih izdelkov ali trgovcem na drobno, prodaja kot zamrznjena kaša, sok ali sestavina v različnih izdelkih iz pijač, vključno z žitnim alkoholom, smutiji, hrano, kozmetiko in dodatki. V Braziliji ga običajno jedo kot açaí na tigela.
V študiji treh tradicionalnih populacij Caboclo v brazilski Amazoniji je bila palma açaí opisana kot najpomembnejša rastlinska vrsta, saj sadje predstavlja glavno sestavino njihove prehrane, do 42 % celotnega vnosa hrane glede na težo.
Açaí na tigela (açaí v skodelici) je brazilska sladica iz zamrznjenega pireja iz jagod açaí, postrežena v skledi in prelita z drugim sadjem in granolo.

### Prehransko dopolnilo
Od leta 2008 FDA ni ovrednotila nobenega izdelka açaí in njihova učinkovitost je dvomljiva.
Od leta 2009 ni znanstvenih dokazov, da bi uživanje açaí vplivalo na telesno težo, spodbujalo hujšanje ali ima kakršen koli pozitiven učinek na zdravje.

### Açaí olje
Olje açaí je primerno za kuhanje ali kot solatni preliv, vendar se v glavnem uporablja v kozmetiki kot šamponi, mila ali vlažilci kože.
Oljni deli v sadežu açaí vsebujejo polifenole, kot so oligomeri procianidina in vanilijeva kislina, siringinska kislina, p-hidroksibenzojska kislina, protokatehuinska kislina in ferulinska kislina, za katere se je izkazalo, da se med shranjevanjem ali izpostavljenostjo toploti znatno razgradijo. Čeprav se te spojine preučujejo glede morebitnih učinkov na zdravje, ni nobenih bistvenih dokazov, da bi polifenoli açaí kakor koli vplivali na ljudi.[ Açaí olje je zelene barve, nežnega vonja in vsebuje veliko oleinske in palmitinske maščobne kisline.

### Druge uporabe
Listi palme se lahko izdelujejo v klobuke, predpražnike, košare, metle in strešno slamo za domove, les debla, odporen proti škodljivcem, pa za gradnjo stavb. Drevesna debla se lahko predelajo za pridobivanje prehranskih mineralov.
Semena açaí, ki predstavljajo 80 % sadne mase, se lahko zmeljejo za hrano za živino ali kot sestavina organske zemlje za rastline. Posajena semena se uporabijo za novo zarod palme, ki lahko pod pravimi rastnimi pogoji potrebuje mesece, da tvori sadike. Semena lahko postanejo odpadki na odlagališčih ali se uporabijo kot gorivo za proizvodnjo opek.

## Raziskovanje
Peroralno zaužit açaí je bil testiran kot kontrastno sredstvo za slikanje z magnetno resonanco (MRI) gastrointestinalnega sistema. Za njegove antociane je značilna tudi stabilnost kot naravno barvilo za živila.

## Galerija
- Nasad palm açaí v Braziliji
- Ločevanje pulpe açaíja od semen na trgu Belém, Pará, Brazilija
- Žetev açaí
- Japonski açaí bonbon